# Universidad Clemson
La Universidad Clemson (en inglés: Clemson University), llamada así en honor de su fundador, Thomas Green Clemson, es una universidad pública situada en Clemson, en el estado estadounidense de Carolina del Sur.
Fundada en 1889, la universidad está formada por varias escuelas: Agricultura, Silvicultura y Biología; Arquitectura, Artes y Humanidades; Negocios y Ciencias de la conducta; Ingeniería y Ciencia; y Salud, Educación y Psicología del desarrollo.
Tiene más de 17.000 estudiantes de los 50 estados y de 89 países.

## Deportes
Clemson compite en la División I de la NCAA, en la Atlantic Coast Conference. En fútbol americano universitario, han ganado tres campeonatos nacionales (1981, 2016 y 2018), y en fútbol otros dos (1984 y 1987).